# شهرستان پروکوپیفسکی
شهرستان پروکوپیفسکی (به لاتین: Prokopyevsky District) یک شهرستان در روسیه است که در استان کمروو واقع شده‌است.